# Хамовнический пивоваренный завод
Хамо́внический пивова́ренный заво́д — пивоваренный завод в Москве, существовавший с 1863 по 2005 год.

## История

### Дореволюционный период
Предприятие основано московским купцом Власом Егоровичем Ярославцевым в 1863 году на участке собственного домовладения площадью в 2,3 гектара земли, расположенном по Долго-Хамовническому переулку (ныне ул. Льва Толстого).
В 1870 году производство пива достигло объёма в 100 000 вёдер при себестоимости пива 75 коп. за ведро. К декабрю 1873 года оно увеличилось до 250 000 вёдер пива.
2 октября 1875 года был Высочайше утверждён устав Акционерного общества пиво-медоваренного завода «Москва» с основным капиталом в миллион рублей и с целью «содержания и расширения действий пиво-медоваренного завода, состоящего в Москве, Хамовнической части, 3 квартала, по Долго-Хамовническому переулку и принадлежащего В. Е. Ярославцеву».
21 августа 1880 года указом императора этому обществу присвоено наименование Акционерное общество Хамовнического пиво-медоваренного завода. С 1896 года его директором был инженер Григорий Григорьевич Эренбург (отец писателя Ильи Эренбурга).
Сначала на заводе в основном варили Богемское, Чёрное и Пильзенское пиво. В конце века выпускались следующие марки пива — Венское, Пильзенское, Мюнхенское, Русское чёрное. В это время на заводе было уже 274 рабочих и вываривалось более 530 000 вёдер пива.
В 1902 году предприятие было удостоено звания Поставщик Двора Его Императорского Величества.

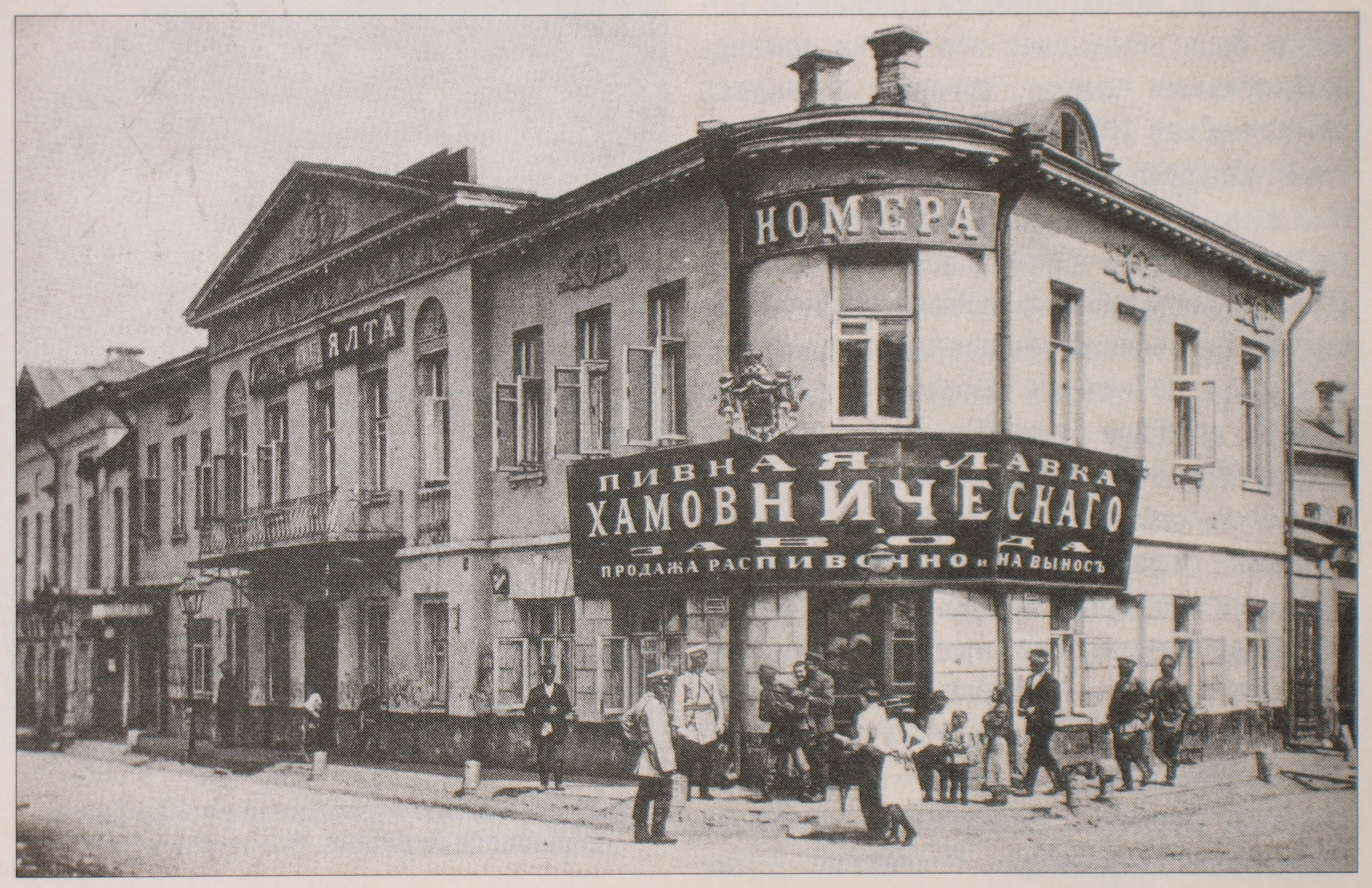
Заведение Хамовнического завода в Москве. Площадь Смоленского рынка. 1900-е

Товарооборот завода в 1907 году составил 2 488 000 рублей; он имел представительство в Туле и склады в Санкт-Петербурге, Нижнем-Новгороде, Костроме, Рыбинске, Саратове, Казани, Самаре, Богородске.
Во время Первой мировой войны, в связи с введением «сухого закона», пивоварение на заводе остановили, а его производственные помещения были заняты Хамовническим отделением главного военного хозяйственного склада.

### Советское время

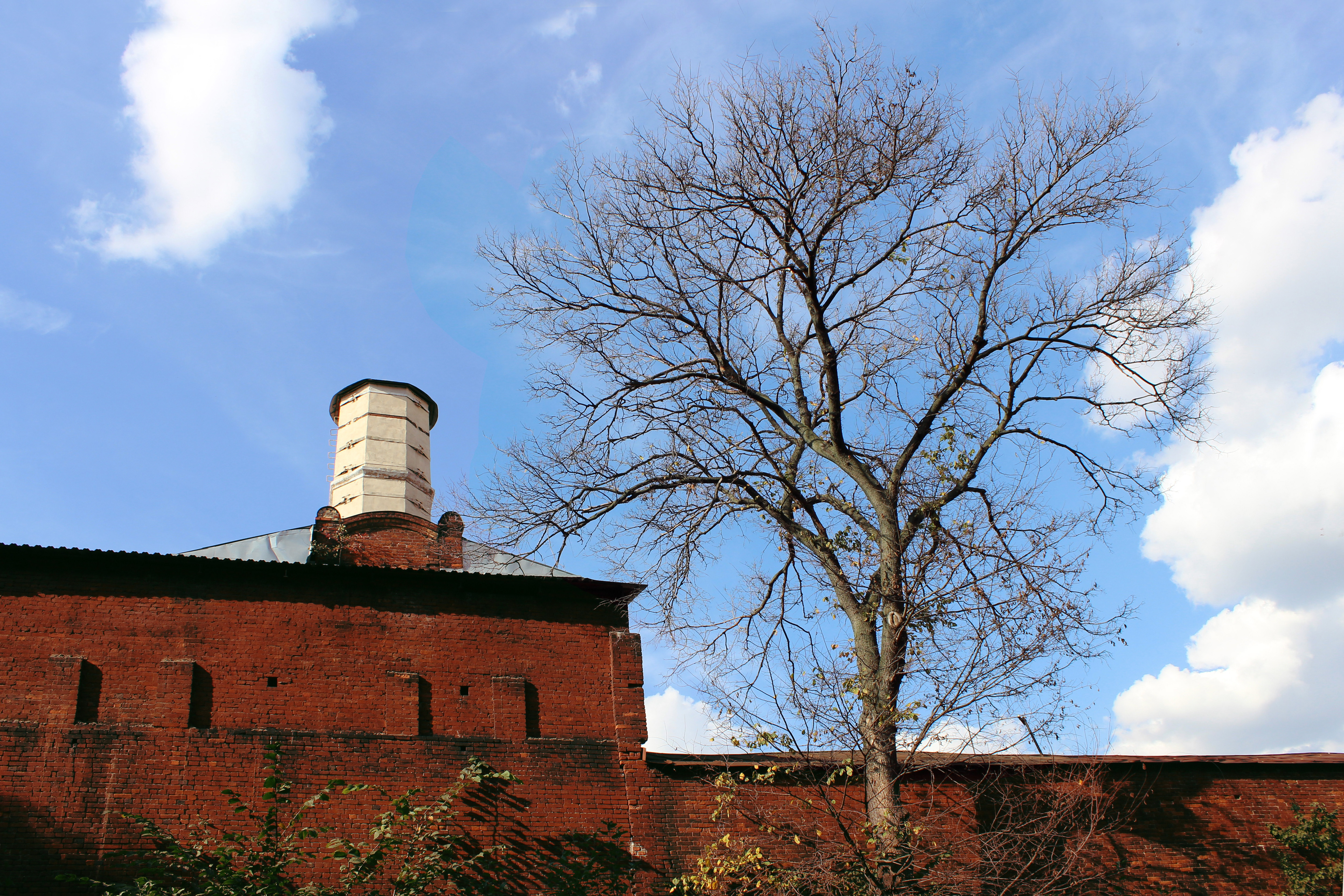
Вид на здание Хамовнического завода со стороны музея Льва Толстого

В октябре 1922 года национализированный Хамовнический пивоваренный завод перешёл во владение промотдела московского Союза потребительских обществ (МСПО).
С 20 декабря 1925 года предприятие именуется Государственный Хамовнический пивоваренный завод Моссельпрома.
В результате антиалкогольной кампании 1929-1930 годов на предприятии прекратили выпуск пива. Вскоре оно получило название «Пищепродукт».
В 1934 году предприятие было передано в ведение Народного комиссариата пищевой промышленности СССР. Его новое название — «Московский пивоваренный завод», а в 1936 году завод упоминался как Пивоваренный завод Наркомпищепрома СССР по производству пива, солода, хлебного кваса, морса, сухого хлебного кваса, безалкогольных фруктово-ягодных газированных вод.
К 1941 году завод стал исключительно пивоваренным, производя 1 400 000 вёдер или 180 711 гектолитров пива.
В 1975 году предприятие производило более 16 млн декалитров пива.

### Постсоветский период
В 1990-е годы предприятие было преобразовано в ГУП «Экспериментальный завод напитков в Хамовниках» Российской академии сельскохозяйственных наук и выпускало, как традиционные сорта советского периода, так и новые. Продукция вызывала критику со стороны потребителей, в частности, популяризаторы и историки отечественного пивоварения Дмитрий Мокеев и Виталий Винницкий в тот период отмечали не самое высокое качество даже среди московских заводов и наличие у пива дефектов.
 В 2005 году завод был закрыт.

Торговая марка МПК «Хамовники»

В мае 2012 года приступили к сносу зданий, а Московская пивоваренная компания (МПК) из города Мытищи Московской области приобрела права на торговую марку «Хамовники» и выпустила на рынок пиво под этим названием.

## Награды
- 1882 год — Золотая медаль Всероссийской промышленно-художественной выставки в Москве
- 1896 год — Золотая медаль Всероссийской промышленной и художественной выставки в Нижнем Новгороде